# Ронкола Алта (Бергамо)
Ронкола Алта је насеље у Италији у округу Бергамо, региону Ломбардија.
Према процени из 2011. у насељу је живело 359 становника. Насеље се налази на надморској висини од 880 м.